# Джон Джордж Говард
Джон Джордж Говард (англ. John George Howard; 27 липня 1803 в Гертфорді, Англія — 3 лютого   1890  в Торонто) — канадський архітектор і майстер-будівничий багатьох громадських, комерційних і приватних будівель в районі Торонто.

## Кар'єра
Джон Джордж Говард народився в 1803 році в Бенджо, передмісті Гартфорда. Він був четвертим із семи дітей, народжених Джоном і Сарою Корбі. Після школи Говард провів два роки в морі, а потім повернувся до Англії, щоб навчитися столярству та теслярству. У 1824 році він почав навчання у лондонського архітектора Вільяма Форда і залишався партнером спільного архітектурного бюро до 1832 року. 7 травня 1827 року він одружився з Джемімою Френсіс Мейкл. Обоє емігрували до Канади в 1832 році і взяли собі прізвище Говард. У 1837 році проходив військову службу під час придушення повстання під проводом Вільяма Лайона Маккензі.

## Діяльність
Говард вважається першим професійним архітектором Торонто. Його першим призначенням була посада викладача в Коледжі Верхньої Канади. Він залишався його викладачем до 1856 року. Паралельно займався геодезією і 1 травня 1843 був призначений першим геодезистом будівель Торонто. Кладовище Сент-Джеймс, яке він спроектував у 1842 році, вважається раннім і цікавим прикладом його ландшафтного планування. У 1842-44 роках за його проєктом була побудована будівля суду у Броквілі. Він спланував, як саме розбити еспланаду на набережній і розпланував півострів гавані, тепер відомий як Острови Торонто. Він придбав землю і став фундатором Гай-Парку, найбільшого на той час парку Торонто за площею. Після його смерті приватна земля і будинок у Гай-Парку перейшли у власність міста.

## Вебпосилання
- John George Howard. In: Dictionary of Canadian Biography. 24 Bände, 1966—2018. University of Toronto Press, Toronto (англ., франц.).
- Biografie zu John George Howard